# Negroroncus silvicola
Negroroncus silvicola är en spindeldjursart som beskrevs av Volker Mahnert 1981. Negroroncus silvicola ingår i släktet Negroroncus och familjen Ideoroncidae. Inga underarter finns listade i Catalogue of Life.